# Аугусто Сесар Сандино
Аугусто Сесар Сандино Калдерон (шп. Augusto César Sandino; Никиноомо, 18. мај 1885 — Манагва, 21. фебруар 1934) био је никарагвански револуционар и вођа побуне против америчке окупације Никарагве између 1927. и 1933. године. Упркос томе што власти Сједињених Држава називале „бандитом“, његови подвизи учинили су га херојем широм Латинске Америке, где је постао симбол отпора америчком империјализму.
Сандина су 1934. године убиле снаге Националне гарде генерала Анастасија Сомосе Гарсије, који је преузео власт у државном удару две године касније. Након што је 1936. године изабран за председника, Сомоса Гарсија је поново преузео контролу над Националном гардом и успоставио диктатуру, а породица Сомоса је владала Никарагвом више од 40 година. Сандиново политичко наслеђе је преузео Сандинистички фронт националног ослобођења, који је коначно збацио породицу Сомоса 1979. године.
Конгрес Никарагве је Сандина 2010. године једногласно прогласио "националним херојем". Његови политички наследници, иконе његовог шешира и чизама са широким ободом, и његови списи из година ратовања против настављају да обликују национални идентитет Никарагве.